# Parque zoológico de Indira Gandhi
El Parque zoológico de Indira Gandhi se encuentra en medio de la Reserva forestal de Kambalakonda en Visakhapatnam en medio de los Ghats orientales de la India, en el estado de Andhra Pradesh.
Este Parque Zoológico lleva el nombre de la ex primera ministra de India, la señora Indira Gandhi. Fue declarado abierto al público el 19 de mayo de 1977. Tiene una extensión de 625 acres (253 ha).